# Euprosthenopsis rothschildi
Euprosthenopsis rothschildi är en spindelart som beskrevs av Patrick Blandin 1977. Euprosthenopsis rothschildi ingår i släktet Euprosthenopsis och familjen vårdnätsspindlar.
Artens utbredningsområde är Kenya. Inga underarter finns listade i Catalogue of Life.